# El Colorado, El Naranjo
El Colorado är en ort i Mexiko.   Den ligger i kommunen El Naranjo och delstaten San Luis Potosí, i den centrala delen av landet, 300 km norr om huvudstaden Mexico City. El Colorado ligger 298 meter över havet och antalet invånare är 107.
Terrängen runt El Colorado är huvudsakligen kuperad, men den allra närmaste omgivningen är platt. Runt El Colorado är det glesbefolkat, med 13 invånare per kvadratkilometer. Närmaste större samhälle är El Sabinito, 6,3 km sydväst om El Colorado. I omgivningarna runt El Colorado växer huvudsakligen savannskog.